# Actinoscirpus
Actinoscirpus – monotypowy rodzaj roślin z rodziny ciborowatych (Cyperaceae). Obejmuje jeden gatunek – Actinoscirpus grossus (L.f.) Goetgh. & D.A.Simpson występujący w Azji południowo-wschodniej. Roślina wykorzystywana jest lokalnie jako lecznicza oraz surowiec plecionkarski do wyrobu mat i toreb. 

## Systematyka
Pozycja według APweb (aktualizowany system APG III z 2009)
Rodzaj z plemienia Fuireneae z podrodziny Cyperoideae w obrębie rodziny ciborowatych (Cyperaceae) w obrębie jednoliściennych.
W obrębie gatunku wyróżnia się odmianę – Actinoscirpus grossus var. kysoor (Roxb.) Noltie.